# Odincovo
Odincovo (rusko Одинцово, ruska izgovorjava: [ɐdʲɪnˈtsovə]) je mesto in središče Odincovskega okroga v Moskovski oblasti v Rusiji. Leta 2021 je mesto imelo 180.530 prebivalcev, leta 2023 pa 186.172.
Vas Odincovo je v poznem 14. stoletju ustanovil bojar Andrej Ivanovič Odinec (njegovo pravo ime je bilo Andrej Domotkanov). Za svoje odlično služenje velikemu knezu Dmitriju Donskemu je Odinec prejel zemljo jugozahodno od Moskve. Posestvo je bilo v lasti Odincovih, dokler ni vnuk Andreja Ivanoviča, Fedosij, razjezil velikega kneza Vasilija Slepega in bil prisiljen pribežati v Litvo. Vas Odincovo se je pojavila leta 1470. Od priključitve Smolenska moskovski kneževini leta 1514 je bilo Odincovo na pomembni državni cesti Smolensk–Moskva. Na koncu 16. stoletja je Odincovo postalo posestvo Islenjevih, veje znamenitih bojarjev Veljaminovih-Voroncovih. Leta 1668 sta sinova Stjepana Islenjeva Danil in Ivan Stjepanovič kupila Odincovo kot posestvo.
Odincovo je prejelo status mesta leta 1957.
Na grbu Odincovega je beli jelen, ki simbolizira čistost.